# Brand New Sin
Brand New Sin to zespół grający muzykę z pogranicza hard rocka i southern rocka, którego członkowie wywodzą się z miasta Syracuse w stanie Nowy Jork (USA). Początek aktywności grupy to rok 2002.
Brand New Sin zaistnieli na rynku muzycznym utworem "My World". Kolejnym krokiem w promocji nazwy zespołu były koncerty po wydaniu krążka Recipe for Disaster, na którym grupa supportowała giganta ciężkiego rocka - Black Label Society.
Zespół związany jest z wytwórnią Century Media, która umożliwiła wydanie wszystkich dotychczasowych longplay'ów i singli. Wyjątkiem jest najnowsza płyta - Distilled, która została wyprodukowana własnym nakładem członków zespołu.

## Dyskografia
Płyty studyjne
- Brand New Sin (2002)
- Recipe for Disaster (2005)
- Tequila (2006)
- Distilled (2009)

Single
- Black and Blue (2005)

## Członkowie zespołu
Obecni
- Kris Wiechmann – wokale i gitara
- Chuck Kahl – bas
- Kevin Dean – perkusja

Byli
- Eddie Carpenter – gitara (2009)
- Joe Sweet - wokale (2008-2009)
- Kenny Dunham – gitara (2002 - 2009)
- Joe Altier – wokale (2002-2008)
- Brian Azzoto ("Slider") – gitara (2002-2004)
- Mike Rafferty – perkusja (2002)